# La Libertad (Comayagua)
La Libertad è un comune dell'Honduras facente parte del dipartimento di Comayagua.
Fondato nel 1860 con il nome "Portillo de la Ensenada", ottenne l'autonomia amministrativa nel 1876 assumendo la denominazione attuale.